# سروان‌لار، ترتر
سروان‌لار (به لاتین: Sarvanlar) یک منطقه مسکونی در جمهوری آذربایجان است که در شهرستان ترتر واقع شده است.